# Žíka

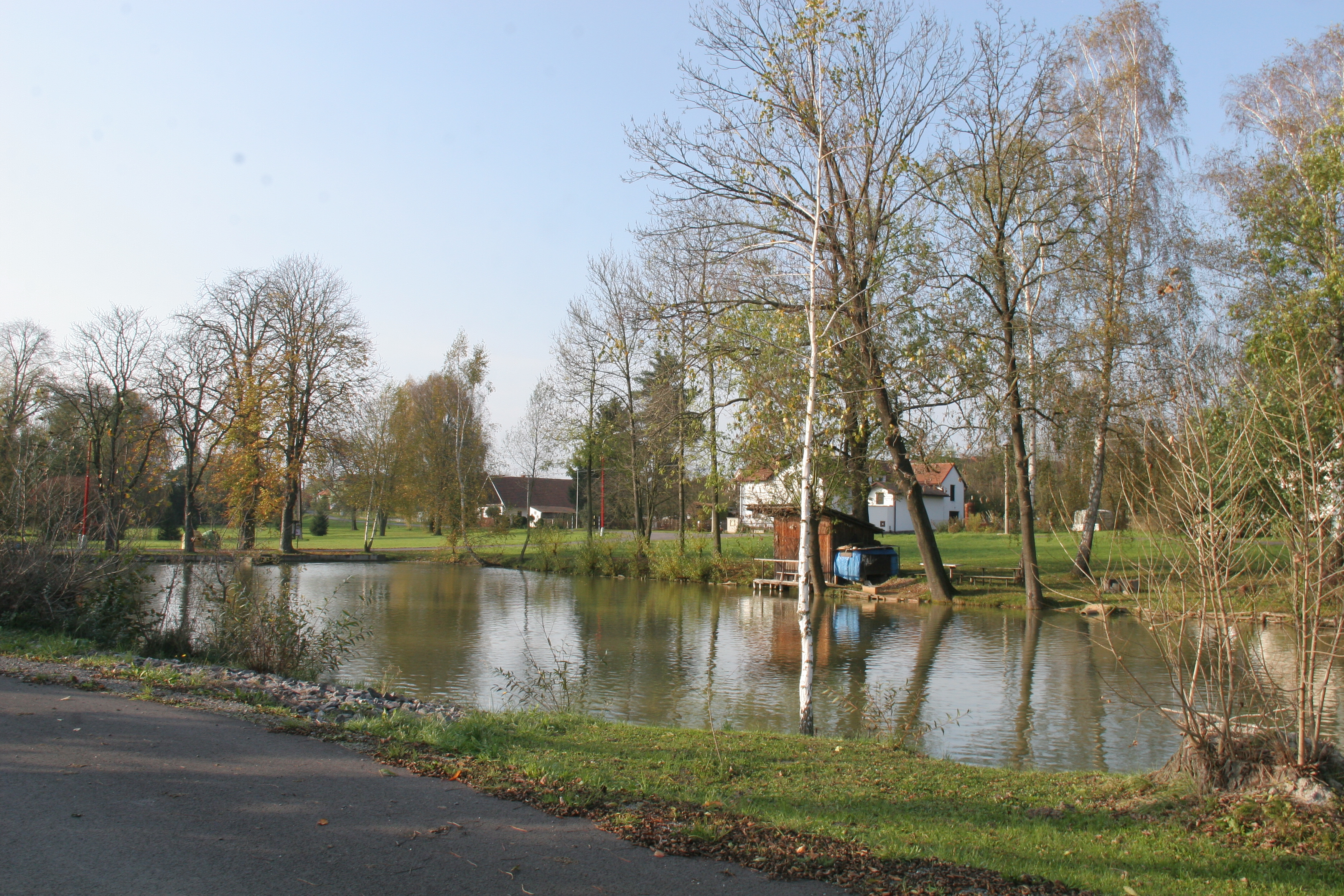
Dorfplatz mit Teich

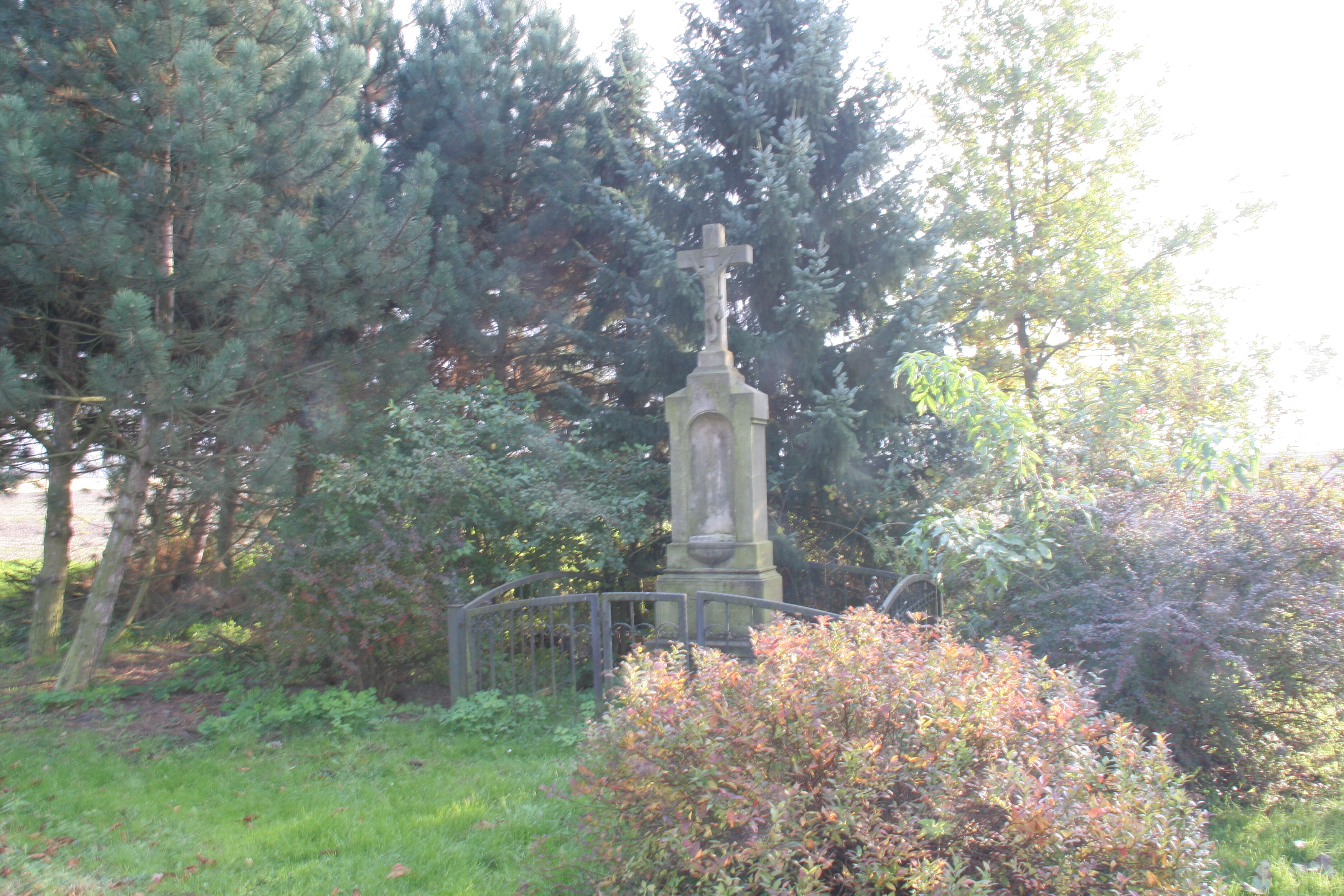
Kreuz

Žíka (deutsch Schika) ist ein Ortsteil der Gemeinde Trusnov in Tschechien. Er liegt neun Kilometer nordwestlich von Vysoké Mýto und gehört zum Okres Pardubice.

## Geographie
Das Angerdorf Žíka befindet sich im Westen der Choceňská tabule (Chotzener Tafel) auf einem Riedel zwischen den Bächen Loučná und Lodrantka. Auf dem großflächigen Dorfanger entspringt ein namenloser Zufluss zur Loučná. Nördlich liegt an der Lodrantka der Teich Franclinský rybník, östlich der Teich Šejval.
Nachbarorte sind Obora und Vysoká u Holic im Norden, Bory und Jaroslav im Nordosten, Týnišťko im Osten, Janovičky, Malejov und Radhošť im Südosten, Sedlíšťka im Süden, Opočno im Südwesten, Uhersko im Westen sowie Trusnov  und Franclina im Nordwesten.

## Geschichte
Die erste schriftliche Erwähnung von Žíka erfolgte im Jahre 1525. Das Dorf gehörte über Jahrhunderte zur Herrschaft Chroustovice. 
Im Jahre 1835 bestand das im Chrudimer Kreis gelegene Dorf Schika aus 13 Häusern, in denen 86 Personen, darunter eine protestantische Familie, lebten. Pfarrort war Radhoscht. Bis zur Mitte des 19. Jahrhunderts blieb das Dorf der Allodialherrschaft Chraustowitz untertänig.
Nach der Aufhebung der Patrimonialherrschaften bildete Žika ab 1849 einen Ortsteil der Gemeinde Trusnov im Gerichtsbezirk Hohenmauth. Ab 1868 gehörte das Dorf zum politischen Bezirk Hohenmauth. 1869 hatte Žika 81 Einwohner und bestand aus 13 Häusern. Im Jahre 1900 lebten in dem Dorf 76 Menschen, 1930 waren es 75. 1949 wurde Žíka dem Okres Holice zugeordnet, seit 1960 gehört das Dorf zum Okres Pardubice. Beim Zensus von 2001 lebten in den 14 Häusern von Žíka 20 Personen. 

## Gemeindegliederung
Der Ortsteil Žíka ist Teil des Katastralbezirkes Trusnov. Einige Häuser am südöstlichen Ortsrand gehören zur Gemeinde Radhošť. 

## Sehenswürdigkeiten
- Steinernes Kreuz auf dem Dorfanger
- Naturdenkmal Šejval am gleichnamigen Teich